# Casaglia (Montecatini Val di Cecina)
Casaglia (già Casaglia di Volterra) è una frazione del comune italiano di Montecatini Val di Cecina, nella provincia di Pisa, in Toscana.

## Geografia fisica
Casaglia è situata su una collina coronata da cipressi che si affaccia da nord sulla via Salaiola che collega Volterra con il mare. 
Ad est del borgo scorre il torrente Lupicaia, che nasce nei pressi di Miemo, mentre a sud scorre il fiume Cecina.

## Storia
Il borgo di Casaglia sorse in epoca altomedievale come castello, ed è documentato nel privilegio dell'imperatore Enrico VI concesso a Ildebrando Pannocchieschi, vescovo di Volterra, nel 1186. Nel XIV secolo, il castello di Casaglia era situato sul confine con il territorio di Pisa: nel 1345 si ricorda una infruttuosa ribellione degli abitanti di Casaglia contro la città marinara.
Il borgo fu poi sotto la giurisdizione del castello di Strido, oggi nel comune di Riparbella, fino alle riforme leopoldine avvenute sotto i Lorena nel XVIII secolo. Nel 1833 sono censiti a Casaglia 164 abitanti.

## Monumenti e luoghi d'interesse
- Castello di Casaglia
- Pieve di San Giovanni Battista, chiesa parrocchiale della frazione. Ricordata nelle decime papali del 1274 e nella Libra Cleri del Sinodo Belforti del 1356, è stata ricostruita in stile neoromanico nel XIX secolo.